# Te Horo
Te Horo et Te Horo Beach sont deux localités du District de Kapiti Coast situées dans le sud de l’île du Nord de la Nouvelle-Zélande,.

## Situation
Te Horo Beach est le plus large des deux villages  et comme son nom l’indique, est situé le long de la côte de la Mer de Tasman, alors que  la localité de Te Horo est située à l’est, à une courte distance à l’intérieur des terres.  
Elles sont situées entre les localités de Peka Peka et Waikanae vers le sud alors que la ville d’Otaki est localisée vers le nord. 

## Toponymie
« Te Horo » en langage Māori signifie les « glissements de terrain ».

## Démographie
Selon le recensement de 2001 en Nouvelle-Zélande, la population de ces deux villages et la zone environnante, était de 642 habitants, en augmentation de 4,4 % (soit 27 personnes) depuis le recensement de 1996.  
Dans les divisions statistiquement les plus significatives, les résultats de Te Horo sont très proches des moyennes nationales de la Nouvelle-Zélande ; par exemple, 22 % des résidents de Te Horo ont un âge inférieur à 15 ans, comparés aux 22,7 % au niveau national, et 15 % ont plus de 65 ans, comparés aux 12,1 % au niveau national.  
Toutefois, il y a quelques écarts significatifs par rapport aux chiffres nationaux. 
Te Horo a un pourcentage plus élevé de résidents d’origine européenne, 93,5 %, comparé à la moyenne nationale de 80,1%.  
Il a aussi un pourcentage plus élevé de couples sans enfant, 51,7 %, comparés au 39 % au niveau national .

## Économie
Quelques fermes agricoles prennent place autour de la ville de Te Horo, ainsi que des entreprises de viticulture à petite échelle.  
De nombreux résidents de Te Horo vont travailler chaque jour soit vers Wellington, soit jusqu’à Palmerston North.  

## Loisirs
La plage est appréciée pour la baignade et le canotage et attire les visiteurs de la ville.

## Transports
Te Horo est situé sur la principale route et sur le trajet de la voie de chemin de fer de l’île du Nord, qui sont : la State Highway 1/S H 1 et le trajet du ligne principale de l’île du Nord (en).  
Le chemin de fer fut construit par le WMR (en) comme une partie de sa ligne ligne allant de Wellington à Manawatu (en), qui ouvrit le 1er décembre 1886 avec une station à Te Horo.  
Ensuite la WMR fut incorporée dans le réseau du département des chemins de fer de la Nouvelle-Zélande (en) du réseau national le 8 décembre 1908. 
La station de chemin de fer ouvrit le 2 août 1886 et fut fermée pour le trafic passager le 27 juin 1971 et à partir du 2 novembre 1987 devint seulement une boucle de croisement.  
- Un train de banlieue : train nommé Capital Connection (en), fonctionne entre Palmerston North et Wellington les jours de semaine mais les passagers de Te Horo doivent monter à bord à la gare d’Otaki ou à Waikanae.
- “Te Horo Beach” est située en dehors des principales voies de transport par routes et est accessible seulement par une petite route locale, la ‘Te Horo Beach Road’, qui quitte la State Highway 1/S H 1 au niveau de la ville de Te Horo.